# Ору-Прету
О́ру-Пре́ту, Оу́ру-Прету (порт. Ouro Preto) — город и муниципалитет в Бразилии, входит в штат Минас-Жерайс. Бывшая столица штата. Составная часть мезорегиона Агломерация Белу-Оризонти. Входит в экономико-статистический микрорегион Ору-Прету. Население составляет 69 058 человек на 2006 год. Занимает площадь 1245,114 км². Плотность населения — 55,5 чел./км².
Праздник города — 8 июля.

## История
Город основан в 1711 году под названием Вила-Рика (порт. Vila Rica, богатое селение). Был центром Бразильской золотой лихорадки XVII—XVIII вв. После истощения запасов золота пришёл в запустение.
В настоящее время является туристическим центром, известен прежде всего своей архитектурой стиля барокко. Весь город внесён в список мирового наследия ЮНЕСКО. Центральным памятником является католическая церковь Святого Франциска.
Население — около 64 тыс. человек.

## Статистика
- Валовой внутренний продукт на 2005 год составляет 1 621 301 000,00 (aprox.) реалов (данные: Бразильский институт географии и статистики).
- Валовой внутренний продукт на душу населения на 2005 год составляет 23 622,00 (aprox.) реалов (данные: Бразильский институт географии и статистики).
- Индекс развития человеческого потенциала на 2000 год составляет 0,787 (данные: Программа развития ООН).

## География
Климат местности: горный тропический. В соответствии с классификацией Кёппена, климат относится к категории Cwb.

## Административное деление
Город разделён на 13 районов (порт. distrito), большинство которых фактически являются обособленными посёлками:
- Амарантина (Amarantina)
- Антониу-Перейра (Antônio Pereira)
- Кашуейра-ду-Кампу (Cachoeira do Campo)
- Энженейру-Коррея (Engenheiro Correia)
- Глаура (Glaura)
- Мигел-Бурнье (Miguel Burnier)
- Лаврас-Новас (Lavras Novas)
- Родригу-Силва (Rodrigo Silva)
- Санта-Рита (Santa Rita)
- Санту-Антониу-ду-Лейти (Santo Antônio do Leite)
- Санту-Антониу-ду-Салту (Santo Antônio do Salto)
- Сан-Бартоломеу (São Bartolomeu)
- Главный (Sede)

## Галерея

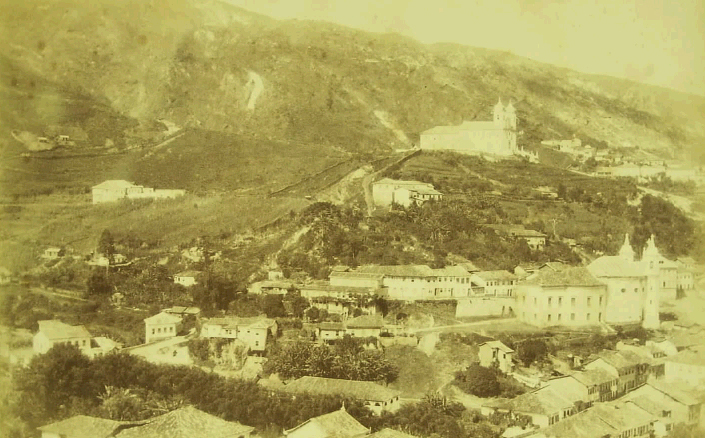
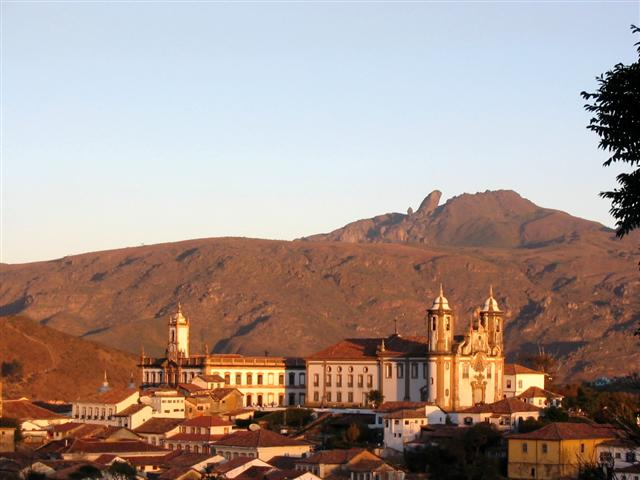
Собор
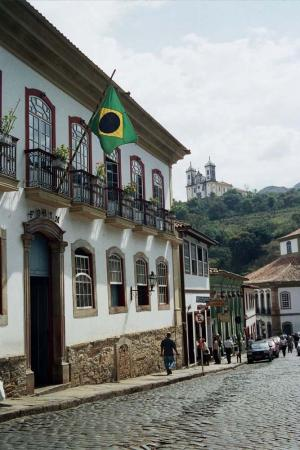
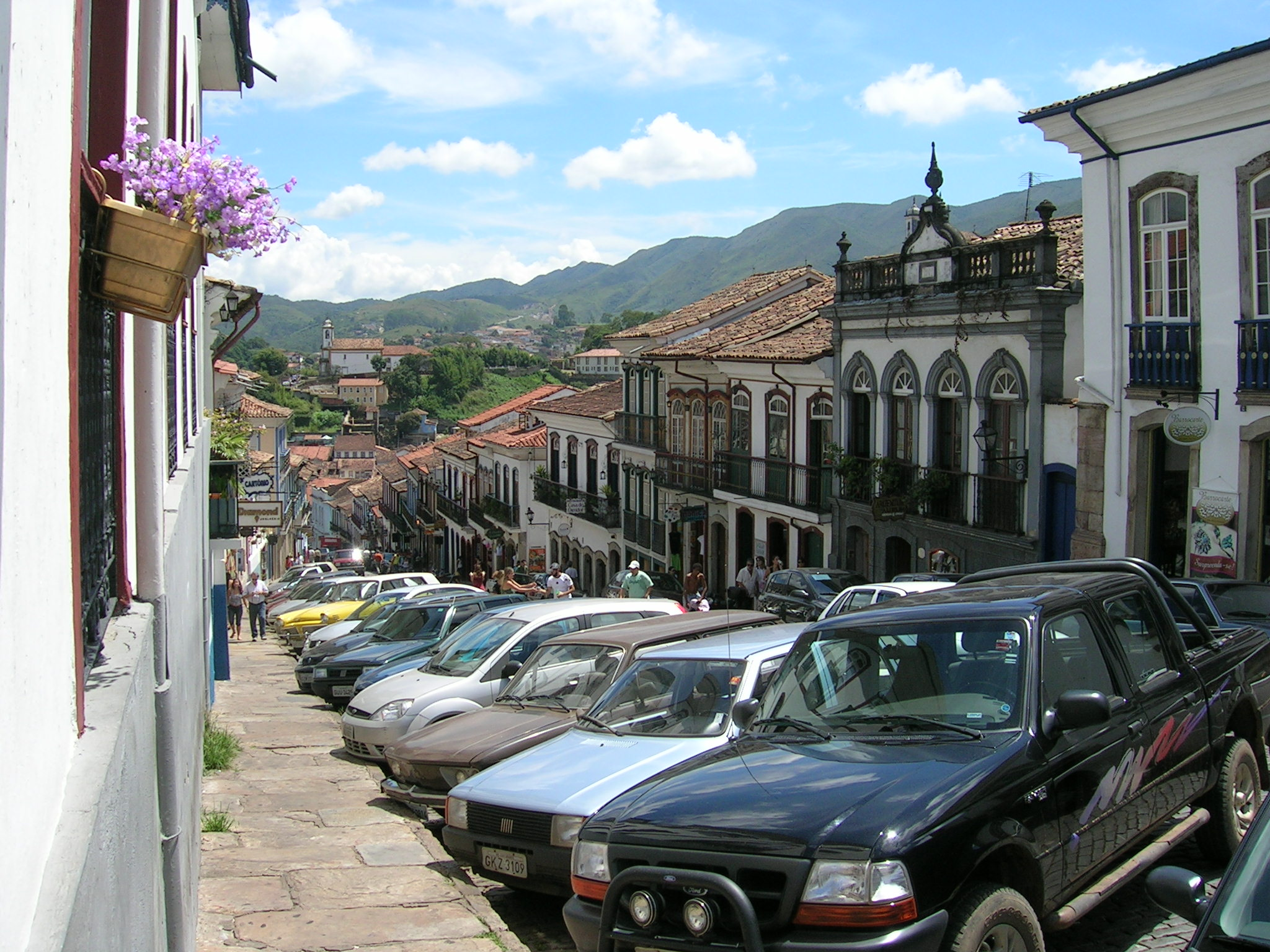
Улица в городе